# Bettine Jahn
Bettine Jahn (Berlim Oriental, 13 de outubro de 1955) é uma ex-atleta alemã especializada nos 110 metros com barreiras e a primeira campeã mundial da modalidade. Sua marca de 12.42 conquistada em Berlim em 1983 é até hoje o recorde nacional alemão.